# Verband der Unabhängigen
Der Verband der Unabhängigen (VdU), auch Wahlpartei der Unabhängigen (WdU), war eine deutschnationale und nationalliberale Partei in der österreichischen Zweiten Republik, die von 1949 bis 1955/56 bestand. Als Vertreter des Dritten Lagers war der VdU der Vorgänger der FPÖ.

## Gründungsphase
Als Partei wurde der VdU 1949 von den beiden Journalisten Herbert Alois Kraus und Viktor Reimann gegründet. Letzterer hatte in der NS-Zeit mit der Österreichischen Freiheitsbewegung Widerstand geleistet. Der Gründungstag des VdU war der 25. März 1949. Am nächsten Tag fand die konstituierende Hauptversammlung in Salzburg in der amerikanischen Besatzungszone Österreichs statt. Kraus wurde Bundesparteiobmann, Bundesobmann-Stellvertreter waren Josef Karoly, Karl Hartleb, Karl Winkler und Viktor Reimann. Da die alliierten Besatzungsmächte nur ÖVP, SPÖ und KPÖ eine Lizenz zur Parteigründung erteilt hatten, erfolgte die Gründung zunächst als  Verein. Erst kurz vor der Nationalratswahl im Oktober 1949 wurde auch die „Wahlpartei der Unabhängigen“ zugelassen. Die unterschiedlichen Bezeichnungen sorgten bei Wahlen zum Teil für Verwirrung.
Während sich die beiden Gründer Kraus und Reimann um eine liberale und gemäßigt deutschnationale Ausrichtung bemühten, eine Alternative zum schwarz-roten Parteienproporz bieten und das gebildete, gehobene Bürgertum ansprechen wollten, wurde der VdU faktisch bald zum Sammelbecken ehemaliger Nationalsozialisten. Über 500.000 NS-Belastete waren 1945 von den ersten Wahlen der Zweiten Republik ausgeschlossen worden. Mit dem Nationalsozialistengesetz von 1947 wurde aber der weitaus größte Teil als „minderbelastet“ eingestuft und erhielt das aktive, durch die Amnestie im Folgejahr auch das passive Wahlrecht zurück. Das liberale Element im VdU war sowohl in personeller als auch in inhaltlicher Hinsicht marginal. Der FPÖ-Parteihistoriker Kurt Piringer konstatierte: „Dieses liberale Lager aber gab es 1949 nicht einmal ansatzweise“ und „Als VdU-Gründer Herbert Kraus 1949 zur Wiedererrichtung des dritten Lagers bei den Resten des alten Liberalismus anknüpfen wollte, griff er gleichsam ins Leere: In allen Lagern hatte der Extremismus über den Liberalismus gesiegt.“

## Von der ersten Wahlteilnahme bis 1953
Während die ÖVP eine Aufsplitterung des bürgerlichen Lagers befürchtete, unterstützte die SPÖ, namentlich Innenminister Oskar Helmer, die Gründung des VdU, warb aber auch selbst stark um die ehemaligen Nationalsozialisten. Der VdU sah sich als politische Vertretung ehemaliger NSDAP-Mitglieder, Heimatvertriebener und Heimkehrer. Bei der zweiten freien Nationalratswahl (1949) nach dem Zweiten Weltkrieg kandidierte der VdU als Wahlpartei der Unabhängigen das erste Mal und erreichte mit 11,7 % der Stimmen sein bestes Ergebnis, wobei er von beiden Großparteien im gleichen Ausmaß Stimmen gewann – das Kalkül einer „Spaltung des bürgerlichen Lagers“, aber auch die Werbung von SPÖ und ÖVP um diese Wähler, war nicht aufgegangen. Die besten Ergebnisse erzielte der VdU im Inn- und Hausruckviertel (in Wels über 30 %), in Oberkärnten und in Vorarlberg, somit in den traditionellen Hochburgen des „Dritten Lagers“. Bei den gleichzeitigen Landtagswahlen erhielt die WdU in Oberösterreich, Kärnten und Vorarlberg jeweils über 20 Prozent der Stimmen. In diesen Ländern sowie in Salzburg, Tirol und Steiermark war sie anschließend auch mit Landesräten in der Landesregierung vertreten. Vier Länder entsandten WdU-Vertreter in den Bundesrat (aus Kärnten sogar zwei). 

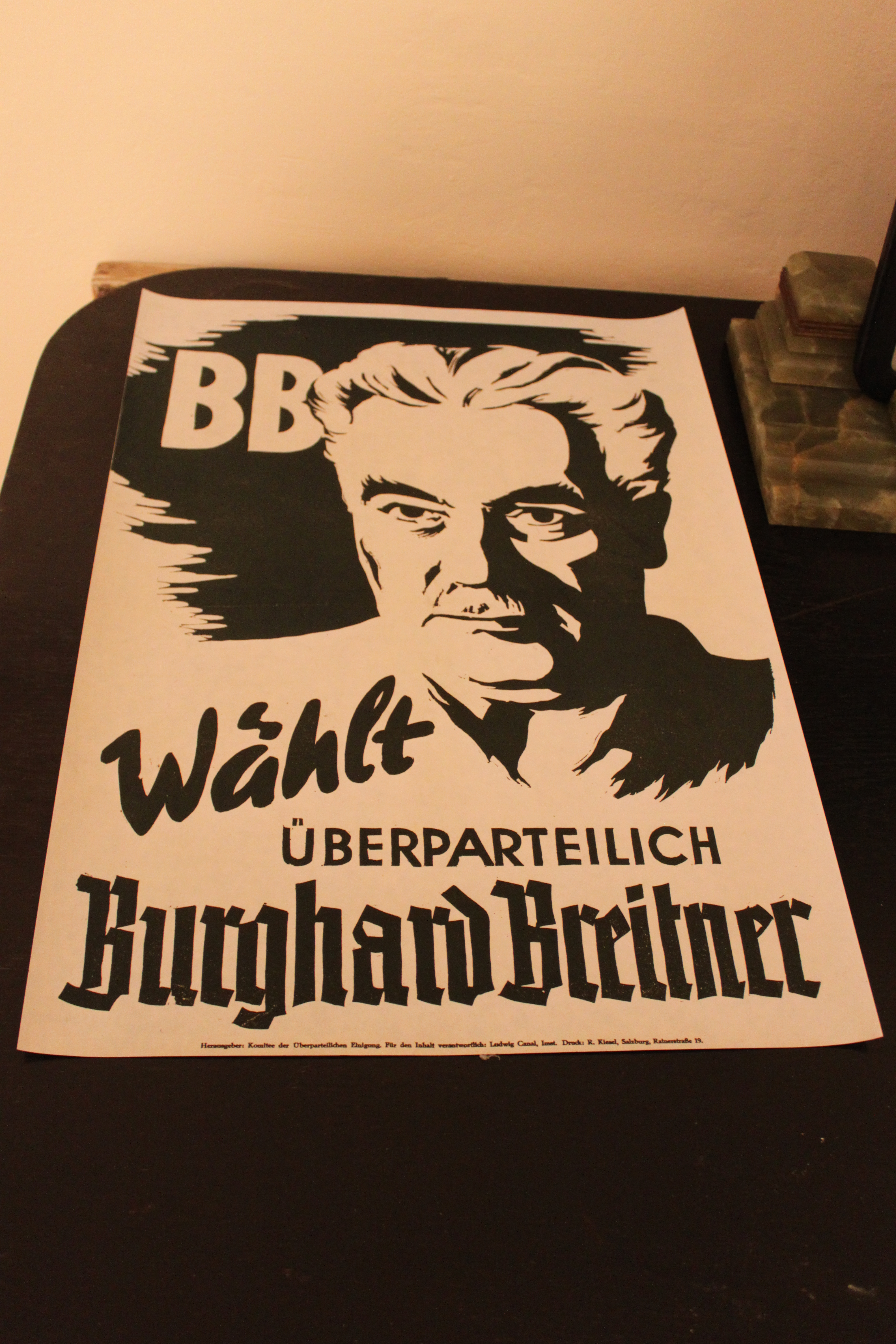
Wahlplakat mit Burghard Breitner

Am 1. Juni 1950 verbot Innenminister Oskar Helmer den VdU-Landesverband Steiermark. Zuvor hatte die steirische VdU-Jugendorganisation eine Sonnwendfeier abgehalten, bei der Teilnehmer paramilitärische Uniformen sowie Kornblumen (ein Symbol der deutschnationalen Bewegung aber auch der illegalen Nationalsozialisten) trugen und eine schwarze Fahne mit aufgesticktem Schwert und Eichenlaub zeigten. Weiterer Anlass war zwei Tage später eine Kundgebung in Graz mit dem Generalsekretär des VdU, dem früheren Jagdflieger und Ritterkreuzträger Gordon Gollob. Dieser beschimpfte die Regierung als korrupt, bezeichnete das NS-Verbotsgesetz als „nicht besser als die Konzentrationslager“ und die Demokratie in Österreich als „Scheindemokratie“. Zuletzt ließ er die Kernstock-Hymne auf die Melodie von Haydn anstimmen, einige Zuhörer sangen darauf aber den Text des Deutschlandliedes. Um noch weitergehenden Konsequenzen wie etwa einem Verbot des gesamten VdU durch die Alliierten vorzubeugen, suspendierte die Parteiführung Gollob und betrieb sogar seinen Ausschluss. 
Zur Wahl des Bundespräsidenten 1951 nominierte der VdU den parteilosen Mediziner Burghard Breitner, der 15,4 Prozent der Stimmen erhielt. Im Zuge der Verhandlungen um eine Vereinigung des VdU mit der Aktion zur politischen Erneuerung, einer rechtskonservativen ÖVP-Abspaltung, trat Kraus im Oktober 1952 von der Parteispitze zurück. Neuer Bundesobmann wurde der frühere Gebirgsjäger-Oberst Max Stendebach, Karl Hartleb wurde zwischenzeitlich Klubobmann im Nationalrat. Die Fusion mit der Aktion zur politischen Erneuerung kam zwar nicht zustande, diese ging aber bei der darauffolgenden Nationalratswahl 1953 ein Wahlbündnis mit der WdU ein. Dennoch verlor diese leicht an Stimmen. Nach der Wahl wurde Herbert A. Kraus wieder Obmann des um einen Mandatar geschrumpften Parlamentsklubs der Unabhängigen. 

## Übergang zur FPÖ
Diese Stimmenverluste und interne Querelen zwischen den Parteifunktionären führten dazu, dass sich der VdU nicht weiter zur Volkspartei entwickelte, sondern hauptsächlich ein Auffangbecken für deutschnational gesinnte Kräfte wurde. Konflikte über die Ausrichtung der Partei führten zu Abspaltungen. So gründete Fritz Stüber 1953 die Freiheitliche Sammlung Österreichs, deren Wirkung jedoch über einen Wiener Anhängerzirkel nicht hinausging. Bei den Landtagswahlen im Oktober 1954 erlitt die WdU schwere Verluste, in Wien verpasste sie den Wiedereinzug in den Landtag. Im Dezember 1954 trafen sich in der Bahnhofsrestauration Schwarzach-St. Veit die VdU-Obleute der fünf südlichen und westlichen Bundesländer und verabredeten eine grundlegende Neuorganisation der Partei. Als neue Führungsfigur sahen sie den ehemaligen SS-Brigadeführer Anton Reinthaller vor.
Reinthaller gründete im März 1955 zusammen mit Emil van Tongel und Friedrich Peter die Freiheitspartei (FP) als stärker deutschnational geprägte Alternative zum im Niedergang befindlichen VdU. Im Juni desselben Jahres trat der Kärntner VdU-Landesverband geschlossen zu dieser über. In Oberösterreich stellten VdU und Freiheitspartei zur Landtagswahl im Oktober 1955 eine gemeinsame Liste auf, die Freiheitliche Wahlgemeinschaft (VdU–FP–Parteilose). Noch im selben Monat verabredeten die Obleute Stendebach (VdU) und Reinthaller (FP) die Vereinigung der beiden Parteien. Nachdem sich im November desselben Jahres die Freiheitliche Partei Österreichs (FPÖ) konstituiert hatte, wurde der Verband der Unabhängigen von dieser absorbiert und löste sich 1956 auf. Die VdU-Gründer Kraus und Reimann verließen die FPÖ gleich nach ihrem ersten Parteitag, Kraus beklagte eine „lange vorbereitete Machtübernahme durch einen kleinen Kreis von Rechtsextremisten und NS-Führern“. Im Übrigen gab es aber eine hochgradige Kontinuität vom VdU zur FPÖ: Von den 1956 gewählten 6 Nationalratsabgeordneten der FPÖ hatten 5 zuvor dem VdU angehört.